# Minör

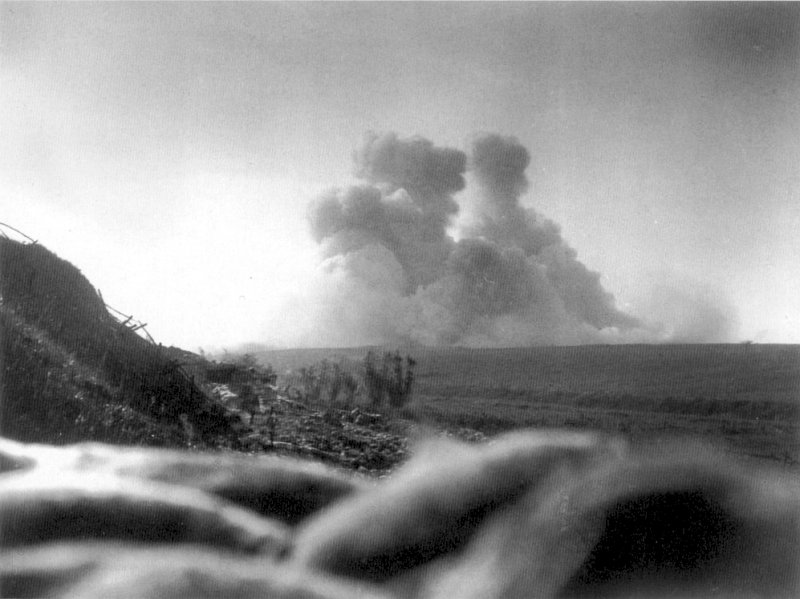
En mina sprängs under de tyska ställningarna på västfronten 1916.

En minör (ty: Mineur, från fr: Mineur (gruvarbetare)) var en soldat som utförde sprängtekniska uppdrag. Utfördes uppdragen i samband med belägringar av fästningar kallades soldaten fästningsminör; i annat fall fältminör. Minörerna tillhörde tidigare artilleriet, sedan 1800-talet ingenjörtrupperna och dess föregångare.

## Minörtjänsten

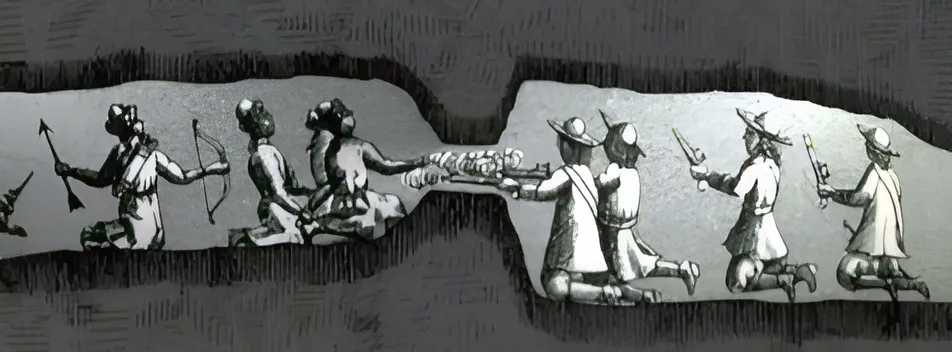
Minörer och kontraminörer möts under belägringen av Candia 1648–1669.

Fästningminörerna grävde och sprängde krutminor för att underminera fästningsvallarna. Försvararnas fästningsminörer anlade kontramineringar för att spränga de anfallandes mingångar. Fältminörerna sprängde broar, och landsvägar med mera samt anlade fältminor.

## Kustartilleriet
Minöravdelningen var en yrkesavdelning vid det svenska kustartilleriet, som bestod av underofficerare och manskap. De handhade kustartilleriets minmateriel.